# Carnaubeira da Penha
Carnaubeira da Penha là một đô thị thuộc bang Pernambuco, Brasil. Đô thị này có diện tích 995,2 km², dân số năm 2007 là 11689 người, mật độ 11,75 người/km².